# 96612 Litipei
96612 Litipei è un asteroide della fascia principale. Scoperto nel 1999, presenta un'orbita caratterizzata da un semiasse maggiore pari a 2,1793482 au e da un'eccentricità di 0,0977601, inclinata di 2,44525° rispetto all'eclittica.